# Euproctis pallens
Euproctis pallens är en fjärilsart som beskrevs av Bethune-Baker 1908. Euproctis pallens ingår i släktet Euproctis och familjen tofsspinnare. Inga underarter finns listade i Catalogue of Life.